# بكرة صيد
بكرة الصيد أو الموليني (بالفرنسية: Moulinet)‏ تُركب على الصنارة (القصبة) وهي أداة مستحدثة من أجل صيد السمك.